# Australiens Grand Prix 2012
Australiens Grand Prix 2012, officiellt 2012 Formula 1 Qantas Australian Grand Prix, var en Formel 1-tävling som hölls den 18 mars 2012 på Albert Park Circuit i Melbourne, Australien. Det var den första tävlingen av Formel 1-säsongen 2012 och kördes över 58 varv. Vinnare av loppet blev Jenson Button för McLaren, tvåa blev Sebastian Vettel för Red Bull och trea blev Lewis Hamilton för McLaren.

## Kvalet
| KR. | Nr | Förare             | Konstruktör          | Q1       | Q2        | Q3        | Grid |
| --- | -- | ------------------ | -------------------- | -------- | --------- | --------- | ---- |
| 1   | 4  | Lewis Hamilton     | McLaren-Mercedes     | 1.26,800 | 1.25,626  | 1.24,922  | 1    |
| 2   | 3  | Jenson Button      | McLaren-Mercedes     | 1.26,832 | 1.25,663  | 1.25,074  | 2    |
| 3   | 10 | Romain Grosjean    | Lotus-Renault        | 1.26,498 | 1.25,845  | 1.25,302  | 3    |
| 4   | 7  | Michael Schumacher | Mercedes             | 1.26,586 | 1.25,571  | 1.25,336  | 4    |
| 5   | 2  | Mark Webber        | Red Bull-Renault     | 1.27,117 | 1.26,297  | 1.25,651  | 5    |
| 6   | 1  | Sebastian Vettel   | Red Bull-Renault     | 1.26,773 | 1.25,982  | 1.25,668  | 6    |
| 7   | 8  | Nico Rosberg       | Mercedes             | 1.26,763 | 1.25,469  | 1.25,686  | 7    |
| 8   | 18 | Pastor Maldonado   | Williams-Renault     | 1.26,803 | 1.26,206  | 1.25,908  | 8    |
| 9   | 12 | Nico Hülkenberg    | Force India-Mercedes | 1.27,464 | 1.26,314  | 1.26,451  | 9    |
| 10  | 16 | Daniel Ricciardo   | Toro Rosso-Ferrari   | 1.27,024 | 1.26,319  | Ingen tid | 10   |
| 11  | 17 | Jean-Éric Vergne   | Toro Rosso-Ferrari   | 1.26,493 | 1.26,429  |           | 11   |
| 12  | 5  | Fernando Alonso    | Ferrari              | 1.26,688 | 1.26,494  |           | 12   |
| 13  | 14 | Kamui Kobayashi    | Sauber-Ferrari       | 1.26,182 | 1.26,590  |           | 13   |
| 14  | 19 | Bruno Senna        | Williams-Renault     | 1.27,004 | 1.26,663  |           | 14   |
| 15  | 11 | Paul di Resta      | Force India-Mercedes | 1.27,469 | 1.27,086  |           | 15   |
| 16  | 6  | Felipe Massa       | Ferrari              | 1.27,633 | 1.27,497  |           | 16   |
| 17  | 15 | Sergio Pérez       | Sauber-Ferrari       | 1.26,596 | Ingen tid |           | 221  |
| 18  | 9  | Kimi Räikkönen     | Lotus-Renault        | 1.27,758 |           |           | 17   |
| 19  | 20 | Heikki Kovalainen  | Caterham-Renault     | 1.28,679 |           |           | 18   |
| 20  | 21 | Vitalij Petrov     | Caterham-Renault     | 1.29,018 |           |           | 19   |
| 21  | 24 | Timo Glock         | Marussia-Cosworth    | 1.30,923 |           |           | 20   |
| 22  | 25 | Charles Pic        | Marussia-Cosworth    | 1.31,670 |           |           | 21   |
| 23  | 22 | Pedro de la Rosa   | HRT-Cosworth         | 1.33,495 |           |           | DNQ2 |
| 24  | 23 | Narain Karthikeyan | HRT-Cosworth         | 1.33,643 |           |           | DNQ2 |

| Vidare från första kvalrundan ▬▬ Vidare från andra kvalrundan ▬▬ |

Noteringar:
- ^1  — Sergio Pérez fick fem platsers nedflyttning för ett otillåtet växellåda.[1]
- ^2  — Pedro de la Rosa och Narain Karthikeyan misslyckades att nå gränsen på 107 procent av det snabbaste varvet i Q1. De fick därmed inte starta i söndagens lopp den 18 mars.[2]

## Loppet
| Pos. | Nr | Förare             | Konstruktör          | Varv | Tid         | Grid | P  |
| ---- | -- | ------------------ | -------------------- | ---- | ----------- | ---- | -- |
| 1    | 3  | Jenson Button      | McLaren-Mercedes     | 58   | 1:34.09,565 | 2    | 25 |
| 2    | 1  | Sebastian Vettel   | Red Bull-Renault     | 58   | +2,139      | 6    | 18 |
| 3    | 4  | Lewis Hamilton     | McLaren-Mercedes     | 58   | +4,075      | 1    | 15 |
| 4    | 2  | Mark Webber        | Red Bull-Renault     | 58   | +4,547      | 5    | 12 |
| 5    | 5  | Fernando Alonso    | Ferrari              | 58   | +21,565     | 12   | 10 |
| 6    | 14 | Kamui Kobayashi    | Sauber-Ferrari       | 58   | +36,766     | 13   | 8  |
| 7    | 9  | Kimi Räikkönen     | Lotus-Renault        | 58   | +38,014     | 17   | 6  |
| 8    | 15 | Sergio Pérez       | Sauber-Ferrari       | 58   | +39,458     | 22   | 4  |
| 9    | 16 | Daniel Ricciardo   | Toro Rosso-Ferrari   | 58   | +39,556     | 10   | 2  |
| 10   | 11 | Paul di Resta      | Force India-Mercedes | 58   | +39,737     | 15   | 1  |
| 11   | 17 | Jean-Éric Vergne   | Toro Rosso-Ferrari   | 58   | +39,848     | 11   |    |
| 12   | 8  | Nico Rosberg       | Mercedes             | 58   | +57,642     | 7    |    |
| 13   | 18 | Pastor Maldonado   | Williams-Renault     | 57   | Avkörning   | 8    |    |
| 14   | 24 | Timo Glock         | Marussia-Cosworth    | 57   | +1 varv     | 20   |    |
| 15   | 25 | Charles Pic        | Marussia-Cosworth    | 53   | Oljetryck   | 21   |    |
| 16   | 19 | Bruno Senna        | Williams-Renault     | 52   | Kollision   | 14   |    |
| Ret  | 6  | Felipe Massa       | Ferrari              | 46   | Kollision   | 16   |    |
| Ret  | 20 | Heikki Kovalainen  | Caterham-Renault     | 44   | Upphängning | 18   |    |
| Ret  | 21 | Vitalij Petrov     | Caterham-Renault     | 38   | Styrning    | 19   |    |
| Ret  | 7  | Michael Schumacher | Mercedes             | 10   | Växellåda   | 4    |    |
| Ret  | 10 | Romain Grosjean    | Lotus-Renault        | 1    | Kollision   | 3    |    |
| Ret  | 12 | Nico Hülkenberg    | Force India-Mercedes | 0    | Kollision   | 9    |    |

| Förare och stall som tog poäng ▬▬ |

## Ställning efter loppet
| Pos. | Förare           | Poäng |
| ---- | ---------------- | ----- |
| 1    | Jenson Button    | 25    |
| 2    | Sebastian Vettel | 18    |
| 3    | Lewis Hamilton   | 15    |
| 4    | Mark Webber      | 12    |
| 5    | Fernando Alonso  | 10    |

| Pos. | Konstruktör      | Poäng |
| ---- | ---------------- | ----- |
| 1    | McLaren-Mercedes | 40    |
| 2    | Red Bull-Renault | 30    |
| 3    | Sauber-Ferrari   | 12    |
| 4    | Ferrari          | 10    |
| 5    | Lotus-Renault    | 6     |

- Notering: Endast de fem bästa placeringarna i vardera mästerskap finns med på listorna.